# بيارن بيترسون
بيارن بيترسون (بالدنماركية: Bjarne Pettersson)‏ هو لاعب كرة قدم دنماركي، ولد في 16 فبراير 1952 في الدنمارك في مملكة الدنمارك. شارك مع منتخب الدنمارك لكرة القدم. أما مع النوادي، فقد لعب مع نادي هرفوليه.